# Communauté de communes du Bassin de vie de l'Île-Rousse
La communauté de communes du Bassin de vie de l'Île-Rousse est une ancienne communauté de communes française, située dans le département de la Haute-Corse.

## Composition
Cet EPCI était composé des communes suivantes :
| Nom                       | Code Insee | Gentilé      | Superficie (km2) | Population (dernière pop. légale) | Densité (hab./km2) |
| ------------------------- | ---------- | ------------ | ---------------- | --------------------------------- | ------------------ |
| L'Île-Rousse (siège)      | 2B134      | Isolani      | 2,50             | 3 347 (2014)                      | 1 339              |
| Corbara                   | 2B093      | Corbarais    | 10,19            | 982 (2014)                        | 96                 |
| Monticello                | 2B168      | Monticellois | 10,64            | 1 888 (2014)                      | 177                |
| Pigna                     | 2B231      |              | 2,21             | 106 (2014)                        | 48                 |
| Santa-Reparata-di-Balagna | 2B316      |              | 10,16            | 1 021 (2014)                      | 100                |

## Compétences
- Aménagement de l'espace
  - Prise en considération d'un programme d'aménagement d'ensemble et détermination des secteurs d'aménagement au sens du code de l'urbanisme
  - Schéma de cohérence territoriale (SCOT)
- Développement et aménagement économique
  - Création, aménagement, entretien et gestion de zone d'activités industrielle, commerciale, tertiaire, artisanale ou touristique
  - Tourisme
- Développement et aménagement social et culturel
  - Activités culturelles ou socioculturelles
  - Activités périscolaires
  - Activités sportives
  - Construction ou aménagement, entretien, gestion d'équipements ou d'établissements culturels, socioculturels, socioéducatifs, sportifs
- Énergie - Eau (Traitement, adduction, distribution)
- Environnement
  - Assainissement collectif
  - Politique du cadre de vie
  - Protection et mise en valeur de l'environnement
  - Traitement des déchets des ménages et déchets assimilés
- Voirie - Création, aménagement, entretien de la voirie

## Historique
- 11 décembre 1992 : création de la communauté de communes
- 5 août 2003 : modification de la composition du bureau
- 4 mai 2005 : transfert du siège
- 1er janvier 2017 : fusion avec la communauté de communes di E Cinque Pieve di Balagna pour former la communauté de communes de l'Île-Rousse - Balagne

## Sources
- Le splaf - (Site sur la Population et les Limites Administratives de la France)
- La base aspic de la Haute-Corse - (Accès des Services Publics aux Informations sur les Collectivités)